# Sliačske travertíny
Sliačske travertíny este o arie protejată (arie specială de conservare — SAC, sit de importanță comunitară — SCI) din Slovacia întinsă pe o suprafață de 7,06 ha, integral pe uscat.

## Localizare
Centrul sitului Sliačske travertíny este situat la coordonatele 49°03′22″N 19°24′57″E / 49.056111°N 19.415833°E.

## Înființare
Situl Sliačske travertíny a fost declarat sit de importanță comunitară în aprilie 2004 pentru a proteja 2 specii de animale. Situl a fost protejat și ca arie specială de conservare în martie 2004.

## Biodiversitate
Situată în ecoregiunea alpină, aria protejată conține 2 habitate naturale: Pășuni continentale udate de apa mării, Lacuri și iazuri distrofice naturale.
La baza desemnării sitului se află mai multe specii protejate:
- amfibieni (1): izvoraș-cu-burta-galbenă (Bombina variegata)
- nevertebrate (1): Vertigo angustior

Pe lângă speciile protejate, pe teritoriul sitului au mai fost identificate 9 specii de plante, 2 specii de amfibieni, 2 specii de mamifere, 1 specie de reptile.